# Người Mỹ gốc Na Uy
Người Mỹ gốc Na Uy (Bokmål: Norskamerikanere, Nynorsk: Norskamerikanarar) là người Mỹ có nguồn gốc tổ tiên từ Na Uy. Những người nhập cư Na Uy đã đến Hoa Kỳ chủ yếu vào nửa cuối thế kỷ 19 vài thập kỷ đầu của thế kỷ 20. Có hơn 4,5 triệu người Mỹ gốc Na Uy, theo điều tra dân số gần đây nhất của Hoa Kỳ; hầu hết sống ở Thượng Trung Tây. Người Mỹ gốc Na Uy hiện là nhóm tổ tiên châu Âu lớn thứ 10 ở Hoa Kỳ.

## Lịch sử

### Thời đầu
Lịch sử của người Na Uy ở Hoa Kỳ bắt nguồn từ Thời đại Viking, khi Leif Erikinpoika của Na Uy thực hiện các chuyến thám hiểm đến Mỹ. Người Viking đã thành lập các khu định cư ở Newfoundland, chẳng hạn nhưng không có bằng chứng rõ ràng về việc định cư ở Hoa Kỳ. Một số phát hiện, như Kensington Kensington, có thể bắt nguồn từ những chuyến đi sâu hơn vào Mỹ.
Những người di cư Na Uy đã có mặt ở Hoa Kỳ trong khu vực của New York ngày nay vào thế kỷ 17. Tuy nhiên, làn sóng di cư Na Uy đã không bắt đầu cho đến thế kỷ 19 vào năm 1825, các phong trào di cư có tổ chức đầu tiên bắt đầu. Hầu hết những người di cư Na Uy đã chuyển đến vùng Trung Tây và bờ biển Tây Bắc của Hoa Kỳ.

### Ngày nay
Theo một ước tính vào năm 2006, có 4.669.516 người gốc Na Uy sống ở Hoa Kỳ. Điều này chiếm khoảng 2% dân số người Mỹ gốc da trắng. Ở một số bang miền Trung Tây, tỷ lệ người có nền tảng Na Uy là gần 15%. 55% người Canada sống ở Trung Tây và 21% sống ở các quốc gia Thái Bình Dương. Có nhiều người có gốc Na Uy ở Hoa Kỳ hơn ở Na Uy.

## Phân bố dân số
1. Minnesota: 850.742
2. Wisconsin: 454.831
3. California: 436.128
4. Washington: 367.508
5. Pohjois-Dakota: 193.158
6. Illinois: 178.923
7. Iowa: 166.667
8. Oregon: 147.262
9. Texas: 118.968
10. North Dakota: 115.292